# El octavo pecado
El octavo pecado es una serie colombiana realizada por la productora Coestrellas, protagonizada por Adriana Romero, hija del creador de telenovelas Bernardo Romero Pereiro.

## Sinopsis
Pascual Toledo es el dueño del Grupo Toledo, un terrateniente ambicioso, conservador y machista. Para evitar que su imperio se derrumbe, crea unos rígidos estatutos para que sólo sus hijos varones y los hijos mayores de sus hijos, sean los únicos que formen parte de la junta directiva. Pero lo que no se imaginó es que dos de sus hijos se dejan llevar por la ambición y no se detienen ante nada para conseguir lo que se proponen.

## Elenco
- Delfina Guido ... Magola Toledo
- Adriana Romero ... Helena Toledo
- Helios Fernández ... Cristóbal Toledo
- Armando Gutiérrez
- Valentina Rendón
- María Eugenia Dávila
- Rita Bendeck
- Manuel Busquets
- Marcela Gallego
- Talu Quintero .... Otilia
- Joseph John Fuzessy .... Ernest Pretell
- Víctor Hugo Ruiz
- Jorge Félix Alis .... Rolando Toledo
- Manuel Correa
- Andrés Felipe Martínez
- Manuel Pachón
- Daniel Ochoa .... David Conesa